# Eva Klímková
Eva Klímková (ur. 12 października 1997 w Pradze) – czeska modelka.
Eva Klímková urodziła się w 1997 roku w Pradze, gdzie od września 2013 roku jest studentką ogrodnictwa i florystyki. Podpisała kontrakt z agencją modelingową Elite Models. We wrześniu 2013 zwyciężyła w finale czeskich eliminacji Elite Model Look, które odbyły się w sali hiszpańskiej zamku na Hradczanach w Pradze. Następnie przebywała kilka tygodni na sesji zdjęciowej w Tokio jako fotomodelka dla magazynów mody Spur Magazine Japan oraz L´OFFICIEL Singapore Magazine.
Reprezentowała Czechy w światowym finale castingu Elite Model Look w Chinach, gdzie zdobyła 21 listopada 2013 w Shenzhen pierwszą nagrodę; kontrakt w wysokości 150.000 euro.
W 2014 roku pozowała jako fotomodelka dla magazynów mody Elle Czech, Marie Claire oraz Elle Russia.